# Bill Hermann
William John „Bill” Hermann (ur. 11 stycznia 1912 w Filadelfii, zm. 6 października 2003 w Havertown) – amerykański gimnastyk, medalista Olimpijski z Los Angeles.